# 德泉君
李厚生（이후생，1397年—1465年），朝鮮定宗之子，封德泉君。

## 生平
李厚生出生于1397年（明洪武三十年，朝鲜太祖六年），父亲是朝鲜王朝第二代国王定宗李曔，母亲是诚嫔池氏，李厚生是李曔的第十子。1444年（明正统九年，世宗二十六年），李厚生被封为明善大夫德原正，后改为德川正。1460年（明天顺四年，朝鲜世祖六年），李厚生被封为德泉君。
虽然李厚生为朝鲜王子，却亲自投身农耕，乐于接济穷苦邻居。相传某年夏，锦江洪水，德泉君救济了数百灾民，因此被尊称为“积德公”。

## 家庭
| 称谓   | 姓名              |
| ------ | ----------------- |
| 父亲   | 李曔 朝鲜定宗     |
| 母亲   | 忠州池氏 诚嫔池氏 |
| 同母弟 | 李末生 桃平君     |
| 妻子   | 长水李氏          |